# Ougeotte
Die Ougeotte ist ein Fluss in Frankreich, der im Département Haute-Saône in der Region Bourgogne-Franche-Comté verläuft. Sie entspringt an der Gemeindegrenze von La Quarte und Ouge unter dem Namen Ruisseau des Aignelots, entwässert generell in östlicher bis nordöstlicher Richtung und mündet nach rund 27 Kilometern gegenüber von Montureux-lès-Baulay als rechter Nebenfluss in eine Schlinge der Saône, die für die Schifffahrt durch einen Abkürzungskanal umgangen wird. Ein zweiter Mündungsarm, unter dem Namen Rivière Neuve, verläuft etwas weiter südlich und mündet rund zwei Kilometer entfernt, beim Ort Hatre, ebenfalls in eine abgekürzte Flussschlinge der Saône.

## Orte am Fluss
- Chauvirey-le-Châtel
- Montigny-lès-Cherlieu
- Bougey
- Gevigney-et-Mercey